# Run to the Light
Run to the Light är ett musikalbum i doom metal-genren av Trouble som släpptes 1987 och är deras tredje album. Två medlemmar är utbytta på den här skivan, basisten Sean McAllister har lämnat plats åt Ron Holzner och Jeff Olsen har ersatts med Dennis Lesh, även om Olsen har bidragit med keyboard på låten "The Beginning".
Run to the Light markerar slutet av en era och är den sista skivan med den typiska domedagskänslan. Efterföljarna till detta album, Trouble och Manic Frustration, har ett "rockigare" tempo och vänder sig till en bredare publik. Troubles doom metal-era är, i och med detta album, över.

## Låtlista
1. "The Misery Shows" - 5:36
2. "Thinking of the Past" - 3:52
3. "On Borrowed Time" - 5:26
4. "Run to the Light" - 6:02
5. "Peace of Mind" - 3:03
6. "Born in a Prison" - 4:49
7. "Tuesday's Child" - 3:25
8. "The Beginning" - 5:26

## Medverkande
- Eric Wagner - Sång
- Rick Wartell - Gitarr
- Bruce Franklin - Gitarr
- Ron Holzer - Basgitarr
- Dennis Lesh - Trummor
- Jeff Olsen - Keyboard på "The Beginning"